# Ford Ka
Ford Ka – samochód osobowy klasy miejskiej, a następnie subkompaktowej, produkowany pod amerykańską marką Ford w latach 1996–2021.

## Pierwsza generacja

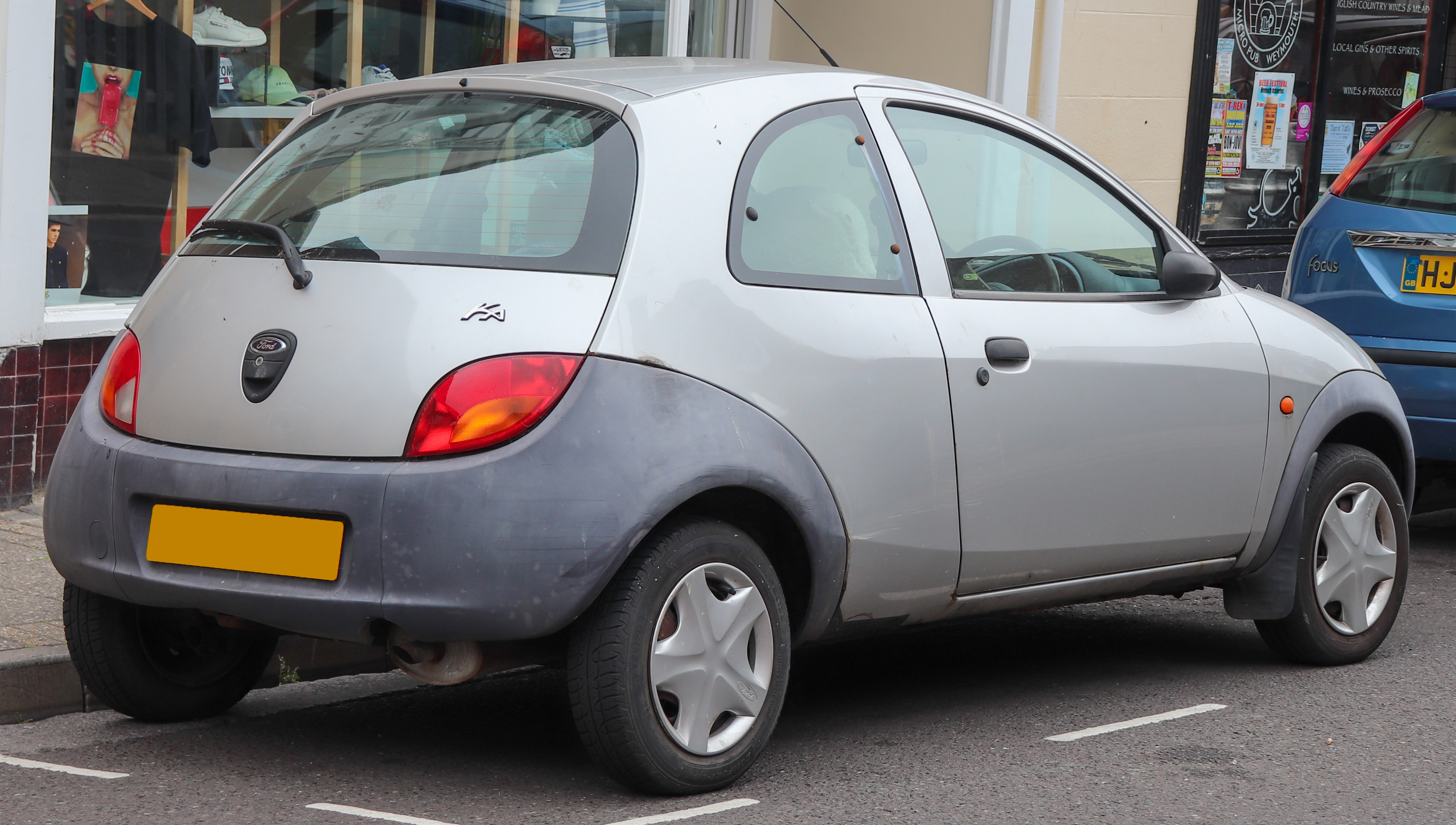
Ford Ka I – tył

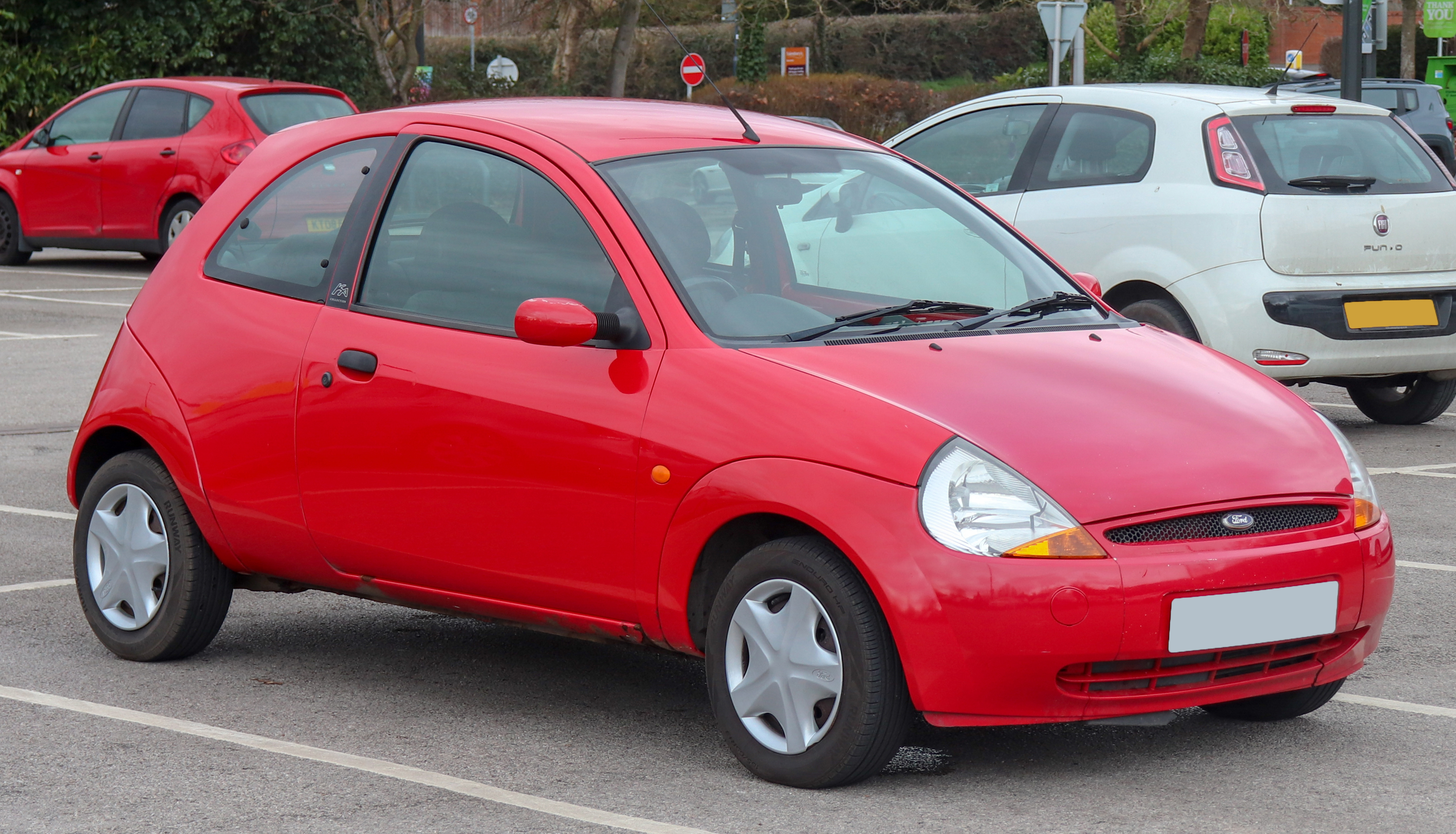
Ford Ka I po liftingu

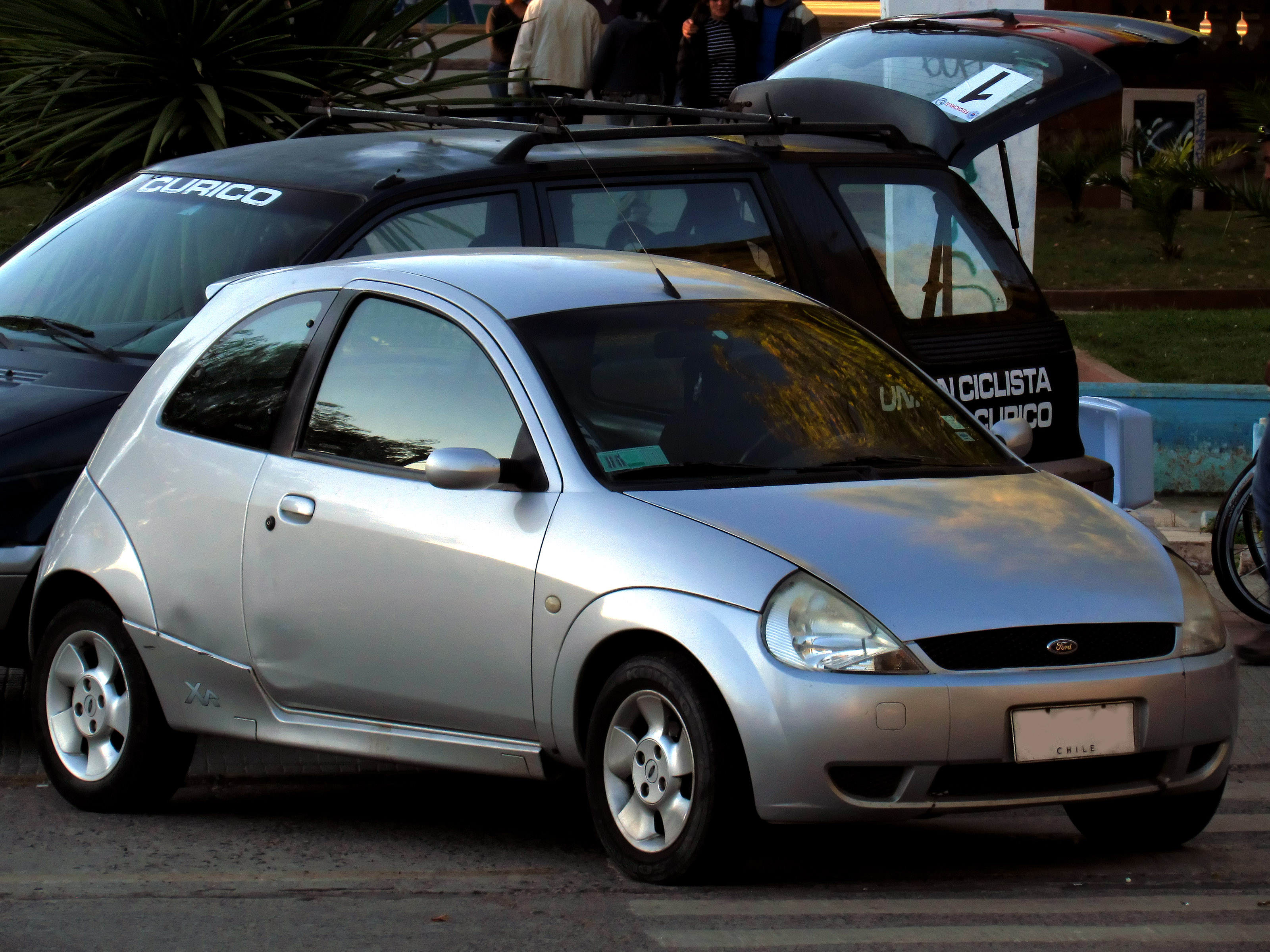
brazylijski Ford Ka I po liftingu

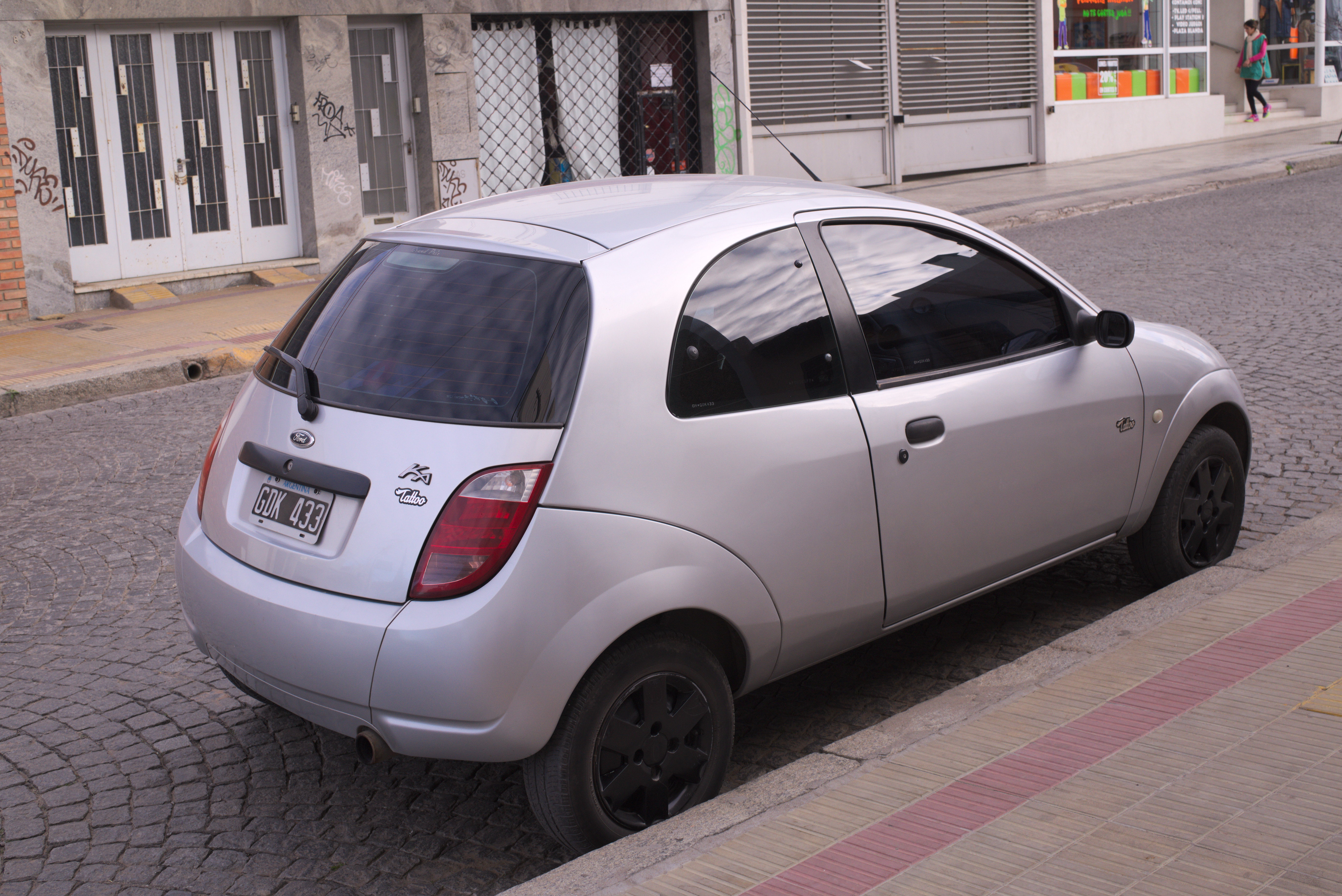
brazylijski Ford Ka I - tył po liftingu

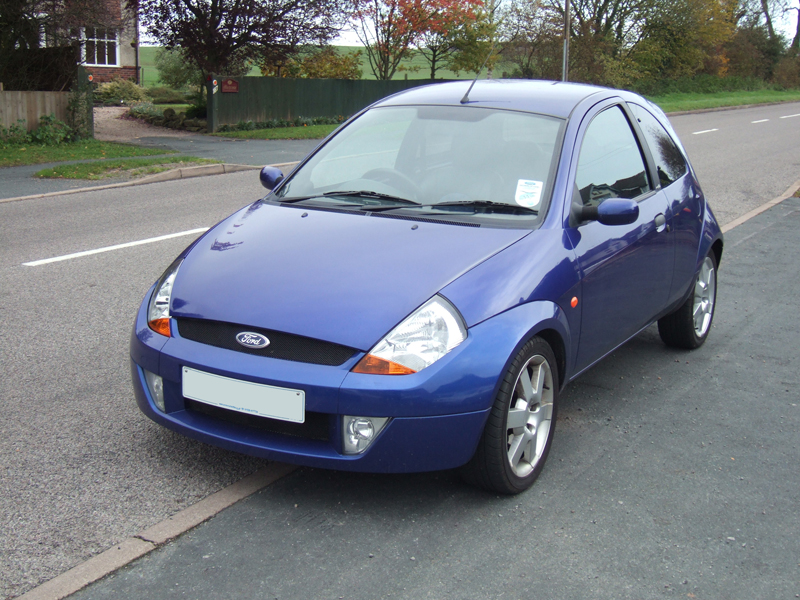
Ford SportKa

Ford Ka I został zaprezentowany po raz pierwszy w 1996 roku.
Ka pierwszej generacji został zaprezentowany podczas targów motoryzacyjnych w Genewie w 1994. W tym czasie był to najmniejszy model Forda w historii marki i odgrywał rolę bazowego modelu w gamie na rynku europejskim, australijskim i południowoamerykańskim Ford Ka zyskał popularność dzięki oryginalnej koncepcji nadwozia odznaczającą się wyraźnie zaznaczonymi nadkolami będącymi częścią zderzaków. Pojazd oferowany był wyłącznie w wersji trzydrzwiowej. 
W plebiscycie na Europejski Samochód Roku 1997 model zajął 2. pozycję (za Renault Megane Scenic).

### Lifting
W 2003 przeprowadzono mniej znaczącą modernizację pojazdu z myślą o rynku europejskim polegającą na zastosowaniu nowych jednostek napędowych – 1.3 70 KM i 1.6 95 KM, a także nowych kolorach nadwozia umożliwiających malowanie zderzaka w barwie karoserii. W 2005 przeprowadzono niewielką modernizację wnętrza pojazdu.

### Brazylia
W 2001 pierwsze wcielenie Ka przeszło modernizację wyłącznie na rynek brazylijski, która odróżniła model od europejskiej wersji zmodyfikowanym wyglądem tylnej części nadwozia – wyróżnia się ona innym wypełnieniem lamp, innym kształtem zderzaka oraz tablicą rejestracyjną zamontowaną na przeprojektowanej klapie bagażnika.

### StreetKa
W 2003 roku Ford poszerzył swoją ofertę najmniejszego modelu o dwa topowe warianty oparte na Ka. Pierwszym był roadster StreetKa opracowany wspólnie z włoskim biurem projektowym Pininfarina, z kolei drugi model o nazwie Ford SportKa był sportową odmianą klasycznego Ka.
Samochód odróżniał się wizualnie większymi, 16-calowymi alufelgami z niskim profilem opon, przestylizowanymi zderzakami z dodatkowym światłem stopu z tyłu, a także innym, bardziej kanciastym kształtem reflektorów identycznych względem roadstera StreetKa. Pojazd napędzały 98-konny, 1,6-litrowy silnik benzynowy.

### Wersje wyposażeniowe
- Ka XR
- Bpillarleft
- CALLYA
- Snow
- Kool
- Edition Lufthansa
- Sound
- Luigi Colani

### Silniki
- R4 1.0 65 KM
- R4 1.3 OHV 50 KM
- R4 1.3 OHV 60 KM
- R4 1.3 OHC 70 KM
- R4 1.6 95 KM

## Druga generacja

### Wersja europejska

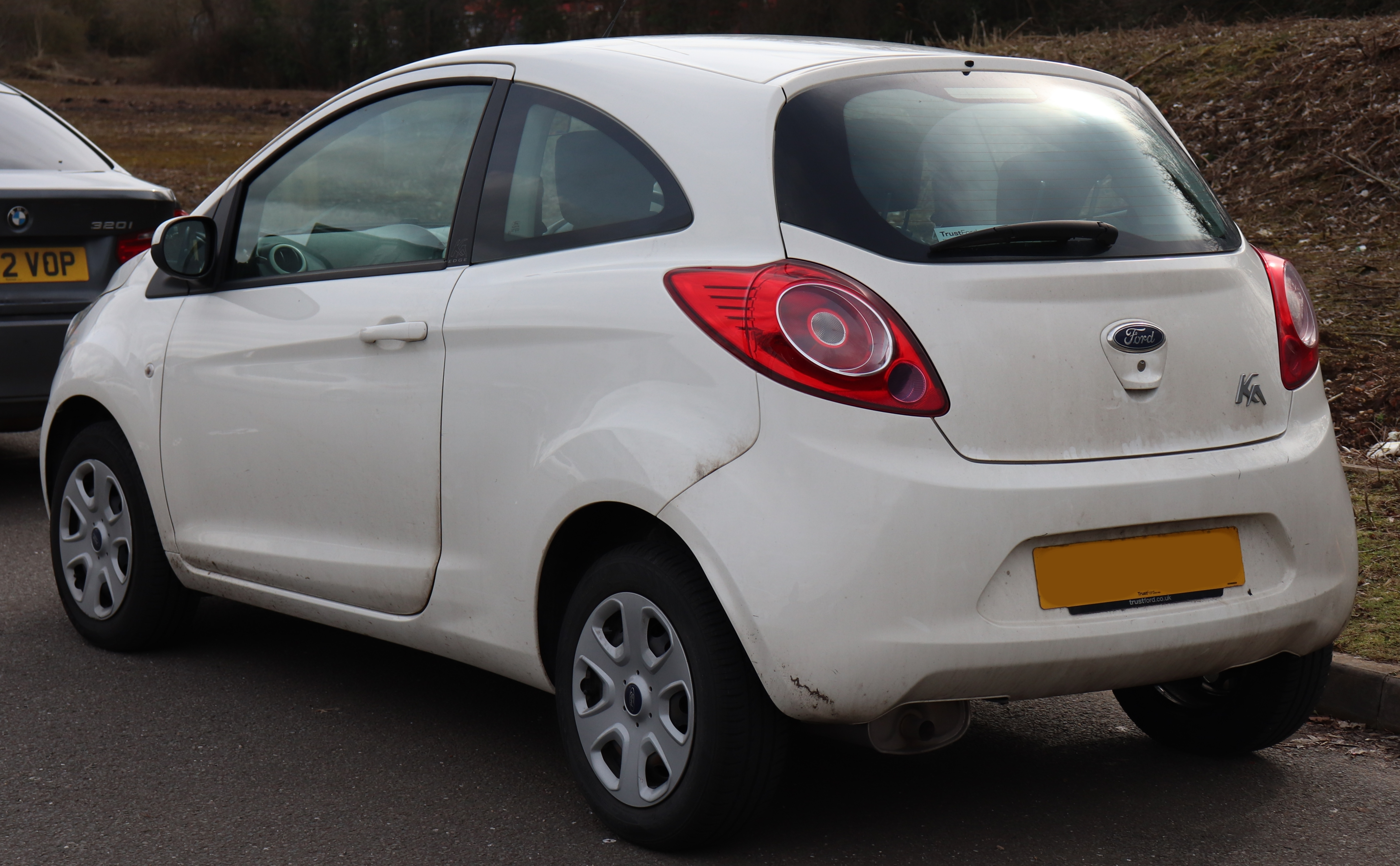
Ford Ka II – tył

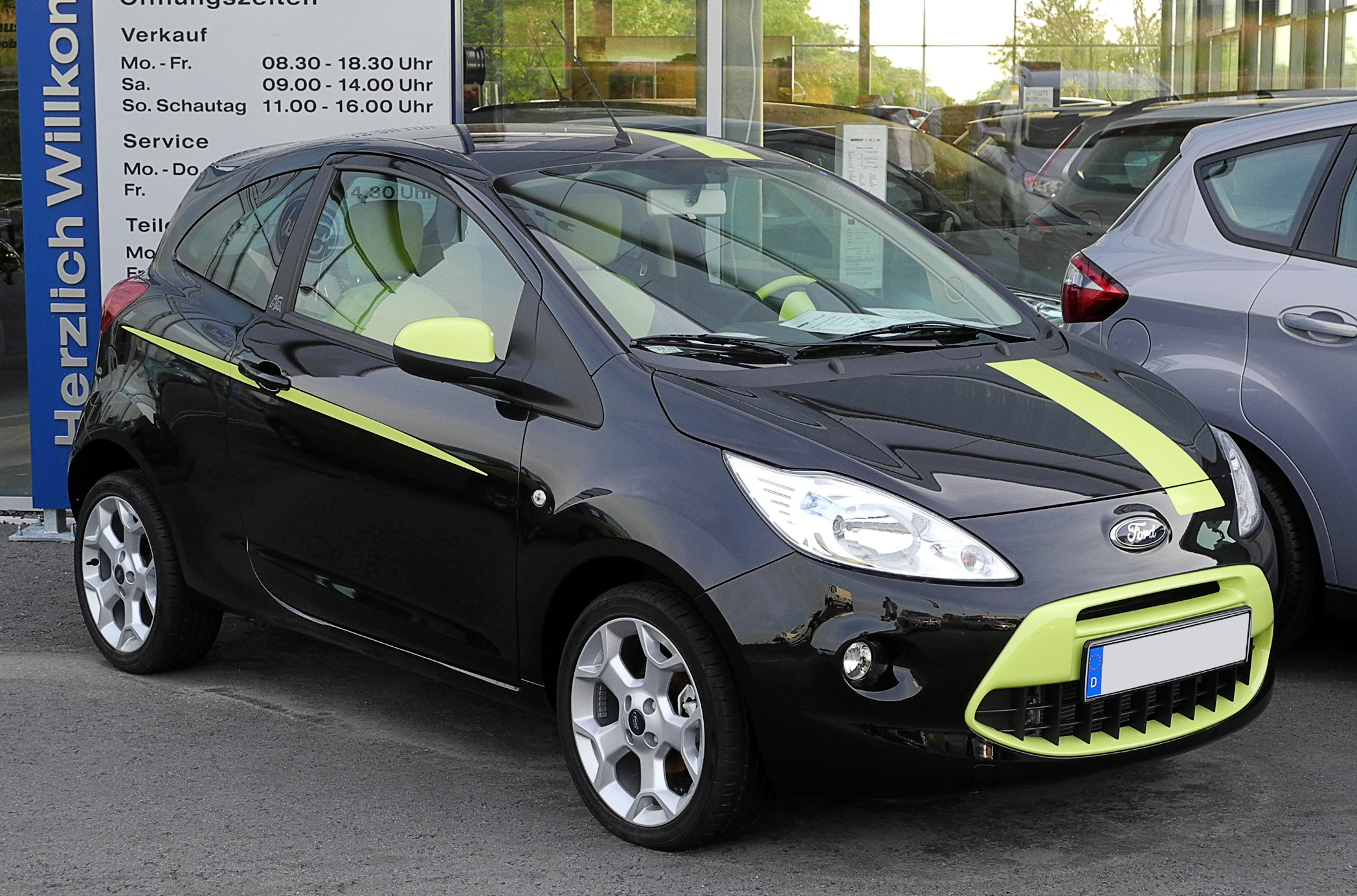
Ford Ka II Digital

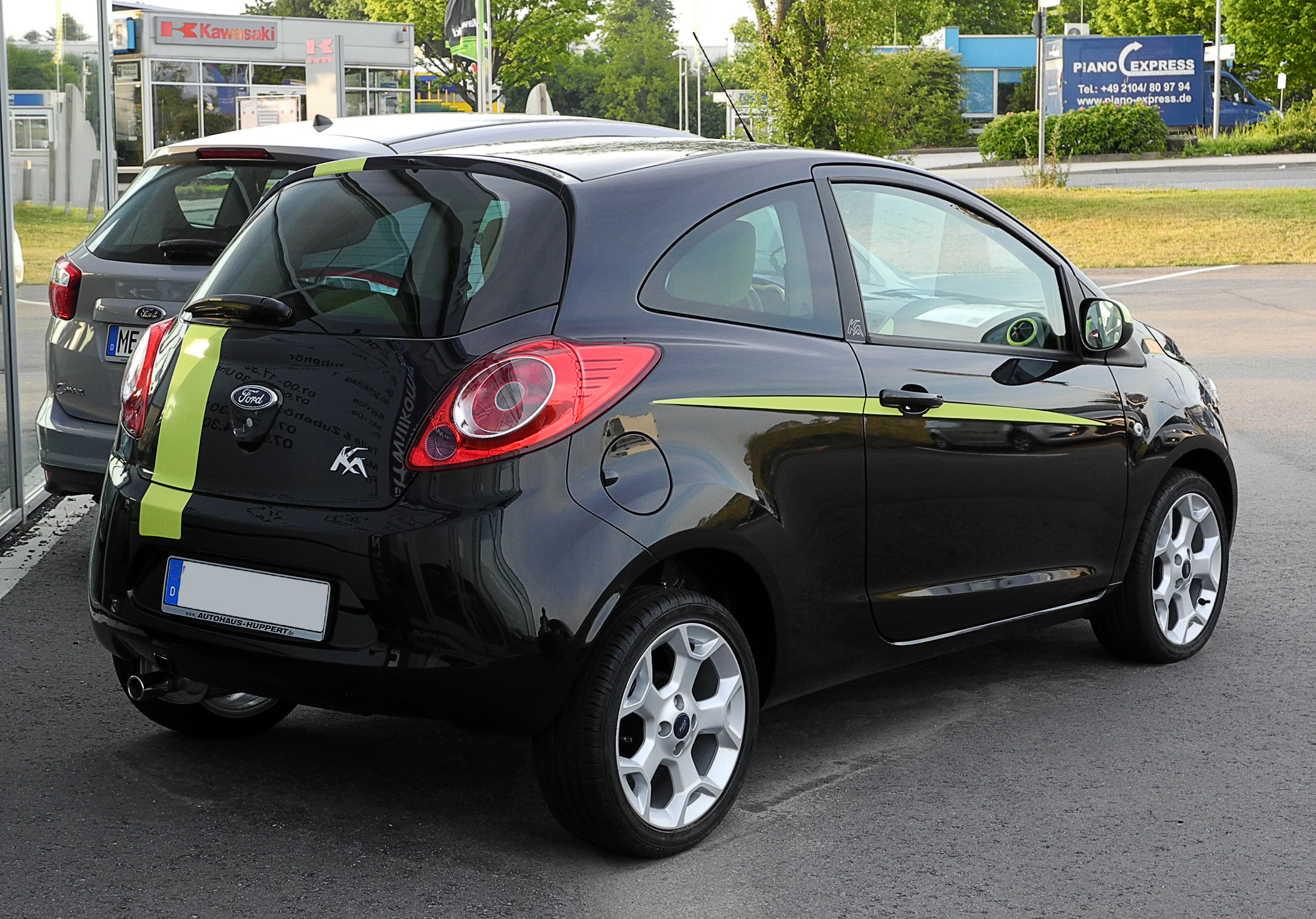
Ford Ka II Digital – tył

Ford Ka II został zaprezentowany po raz pierwszy w 2008 roku.
Przy okazji drugiej generacji Ka producent zachował dwie koncepcje. Wersja na rynek europejski została skonstruowana wspólnie z Fiatem i powstała specjalnie z myślą o Starym Kontynencie. Pojazd został zaprezentowany po raz pierwszy podczas targów motoryzacyjnych w Paryżu w 2008. 
Auto zostało zbudowane na płycie podłogowej Fiata Pandy wraz z bliźniaczą odmianą Fiata 500. Koncepcja najmniejszego Forda uległa zmianie – samochód przy zbliżonej względem poprzednika długości zyskał inne proporcje nadwozia z racji dużo wyższego i szerszego nadwozia. Z racji bliskiego pokrewieństwa z trzydrzwiowym Fiatem 500 samochód podobnie oferowany był tylko w jednej wersji nadwoziowej.
Produkcja drugiej generacji europejskiego wcielenia Ka rozpoczęła się w zakładach Fiat Auto Poland w Tychach 25 września 2008 w obecności ministra gospodarki Waldemara Pawlaka. Umowa kooperacyjna z Fiatem została zawarta na okres 10 lat, a najmniejszy model Forda powstawał w tyskich zakładach Fiata na tych samych liniach montażowych, co inne modele włoskiej marki.
Samochód był wytwarzany bez większych modyfikacji i modernizacji do 20 maja 2016. Był to pierwszy i ostatni Ford skonstruowany wspólnie z Fiatem, a ponadto – jedyny Ford produkowany od podstaw w Polsce. Trzecie wcielenie Ka to samochód globalny powstający w brazylijskich i indyjskich zakładach marki.

### Wersje wyposażeniowe
- Trend
- Trend+
- Titanium
- Titanium+
- Grand prix II
- MetalKa

### Silniki
- R4 1.2 69 KM
- R4 1.3 MultiJet Diesel 75 KM

### Wersja brazylijska

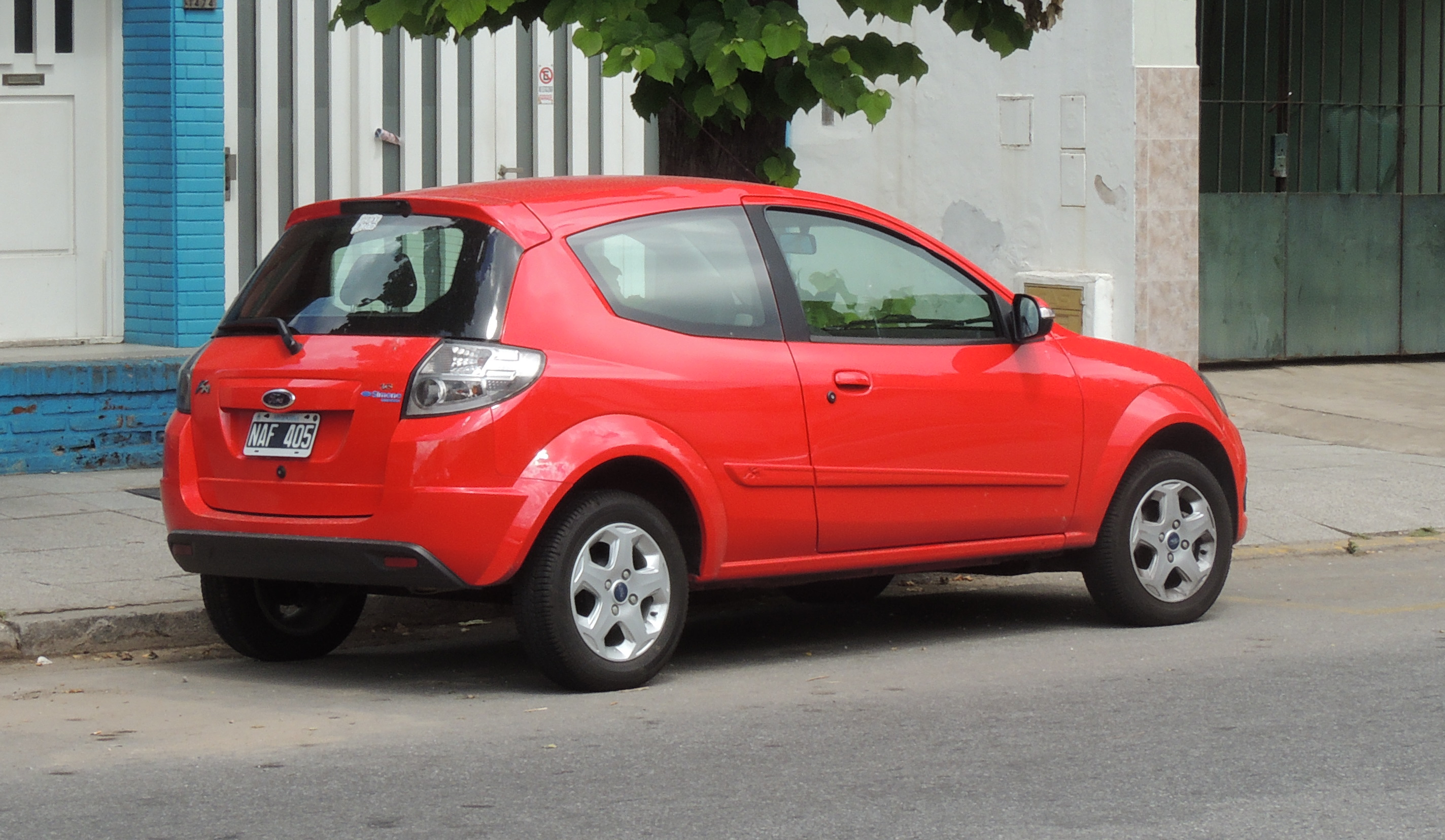
Ford Ka II (Brazylia) – tył

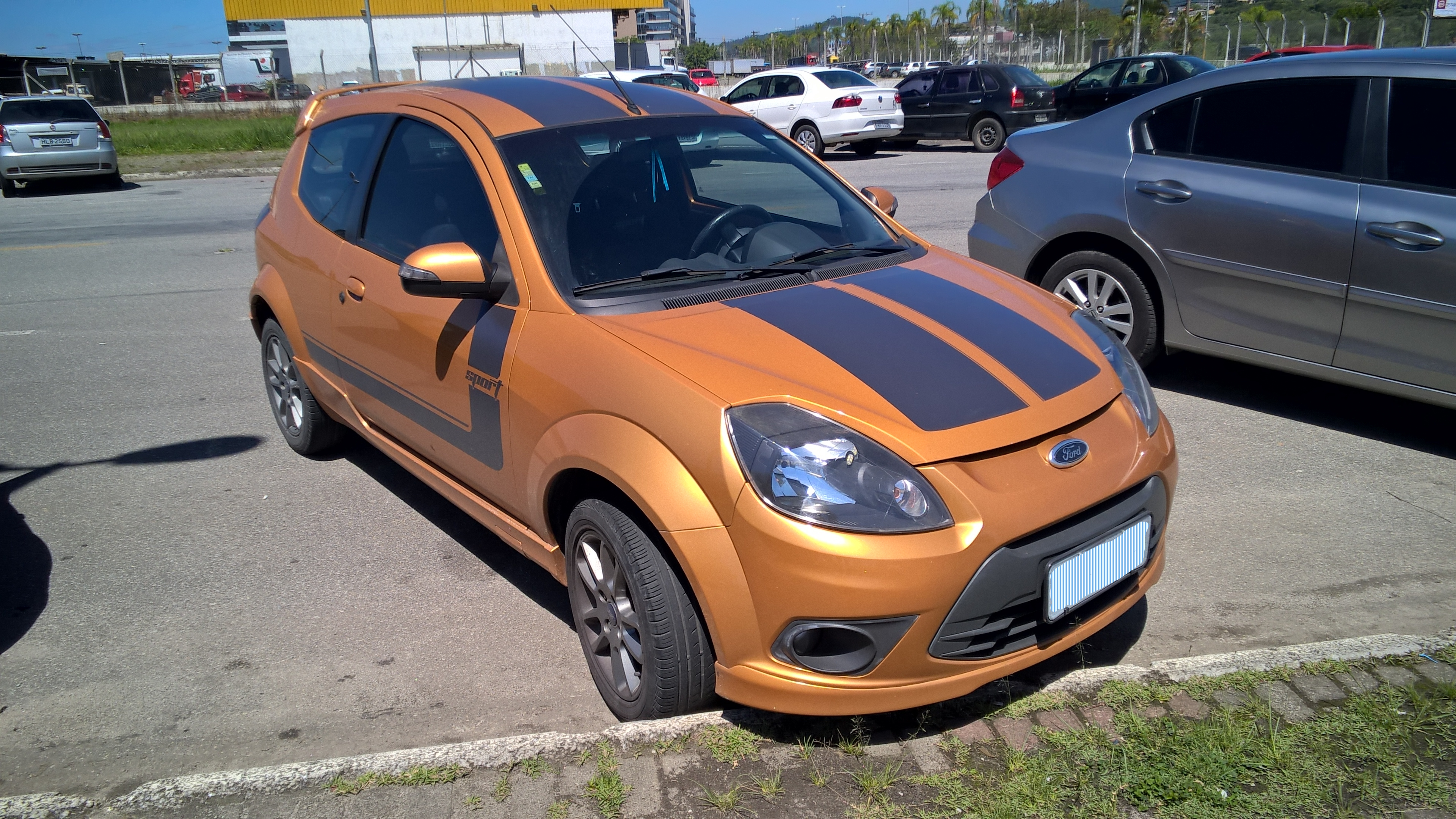
Ford Ka II Sport

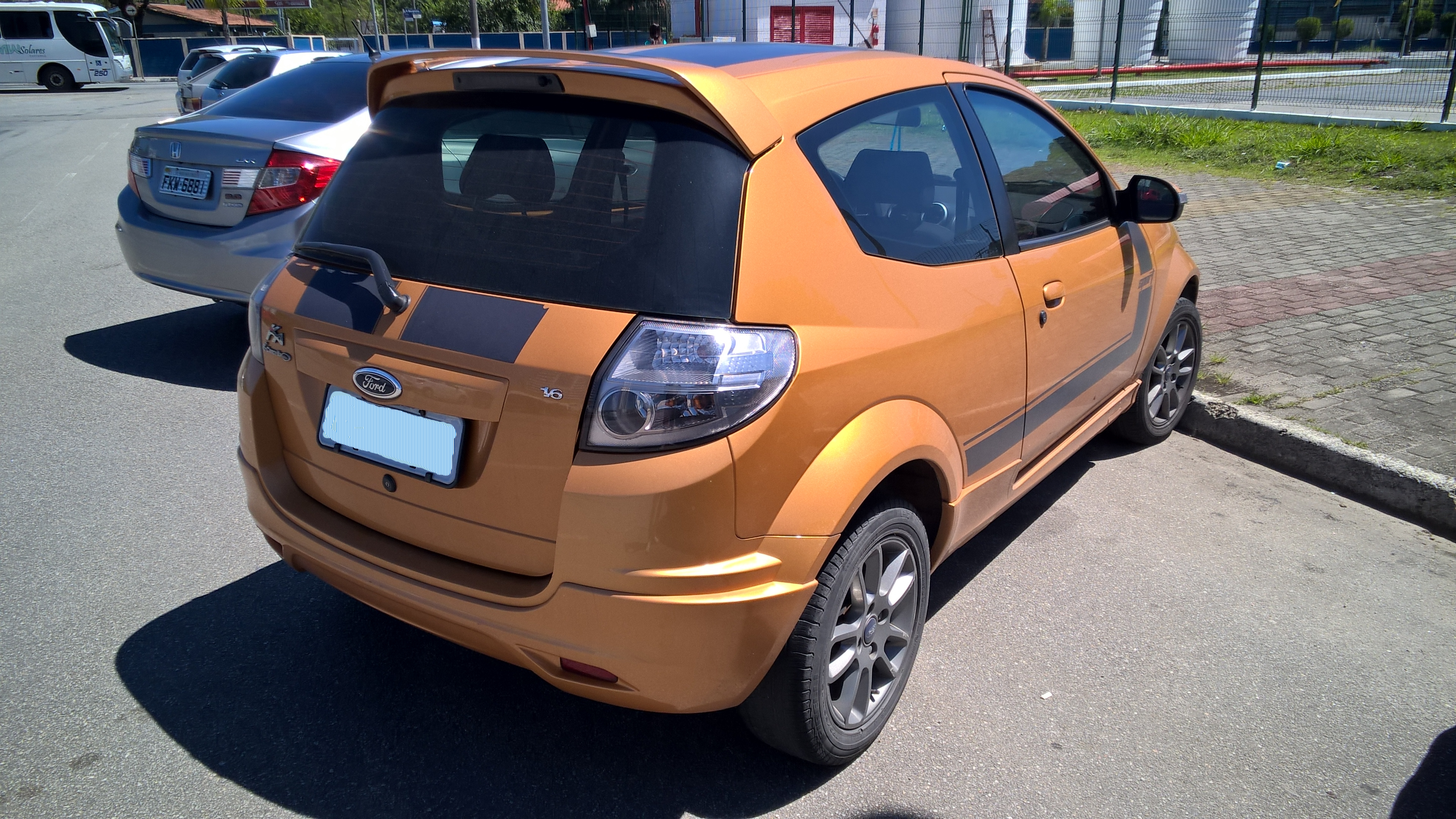
Ford Ka II Sport - tył

Ford Ka II został przedstawiony po raz pierwszy w 2008 roku.
Przy okazji drugiego wcielenia Ka, brazylijski oddział Forda zdecydował się skonstruować własną wariację na temat Ka przeznaczoną na wewnętrzny rynek. Samochód zachował podobną koncepcję w stosunku do pierwszego wcielenia, zachowując niskie, dwubryłowe nadwozie. Pojazd oferowany był także w innych krajach Ameryki Południowej, jednak największą popularność odniósł na rodzimym, brazylijskim rynku. 
Pojazd był wyposażany w silnik dostosowany do spalania paliwa z dodatkiem spirytusu produkowanego z trzciny cukrowej (flex). W 2008 wyprodukowano ponad 60 tys. sztuk Ka drugiej generacji oraz około 10 tys. sztuk pierwszej. Produkcja zakończyła się w 2013. Brazylijskie drugie wcielenie Ka jest jednocześnie ostatnim opracowanym specjalnie na potrzeby wewnętrznego runku, kolejne wcielenie okazało się modelem światowym.

### Silnik
- R4 1.6l

## Trzecia generacja

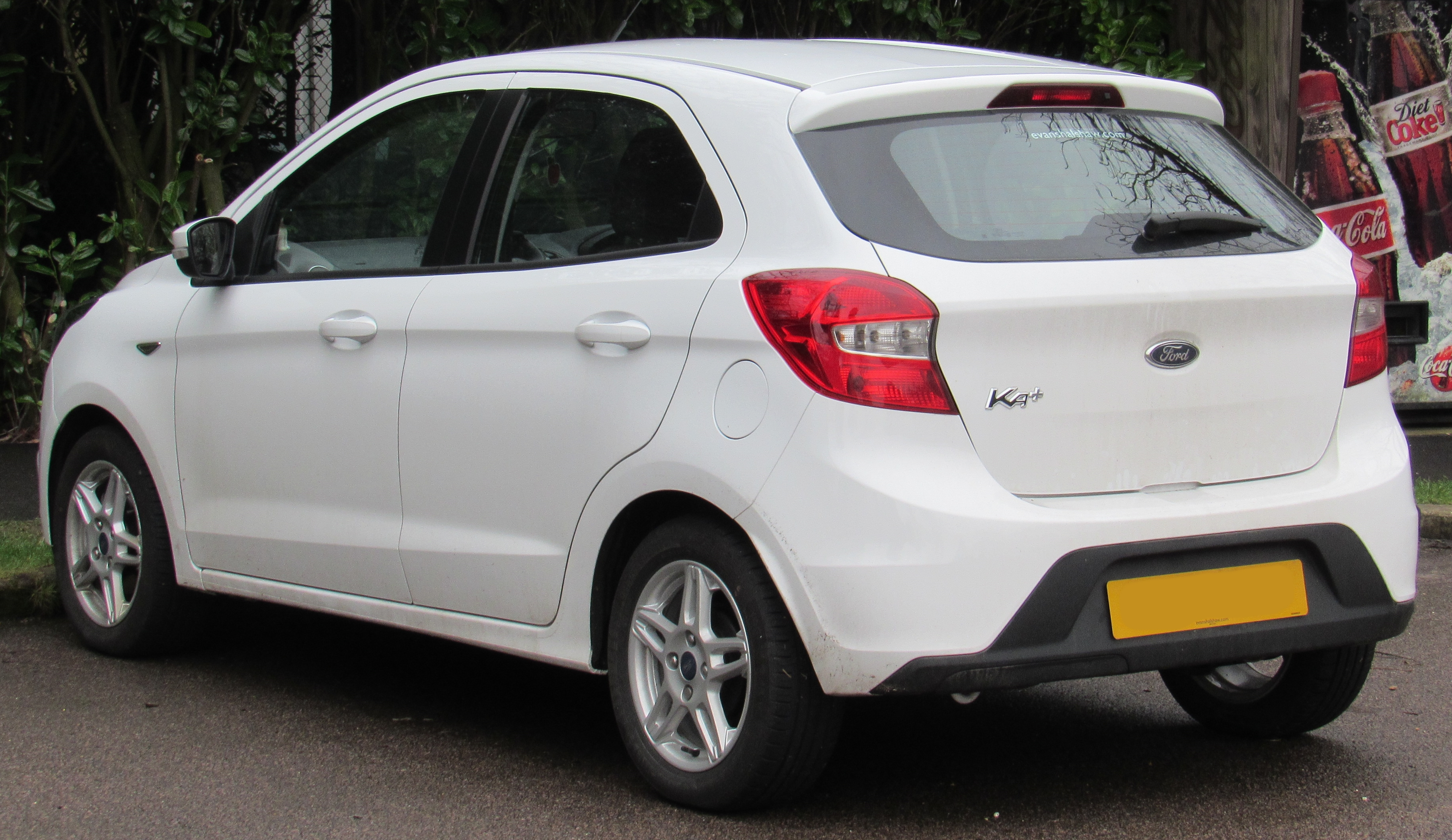
Ford Ka+ – tył

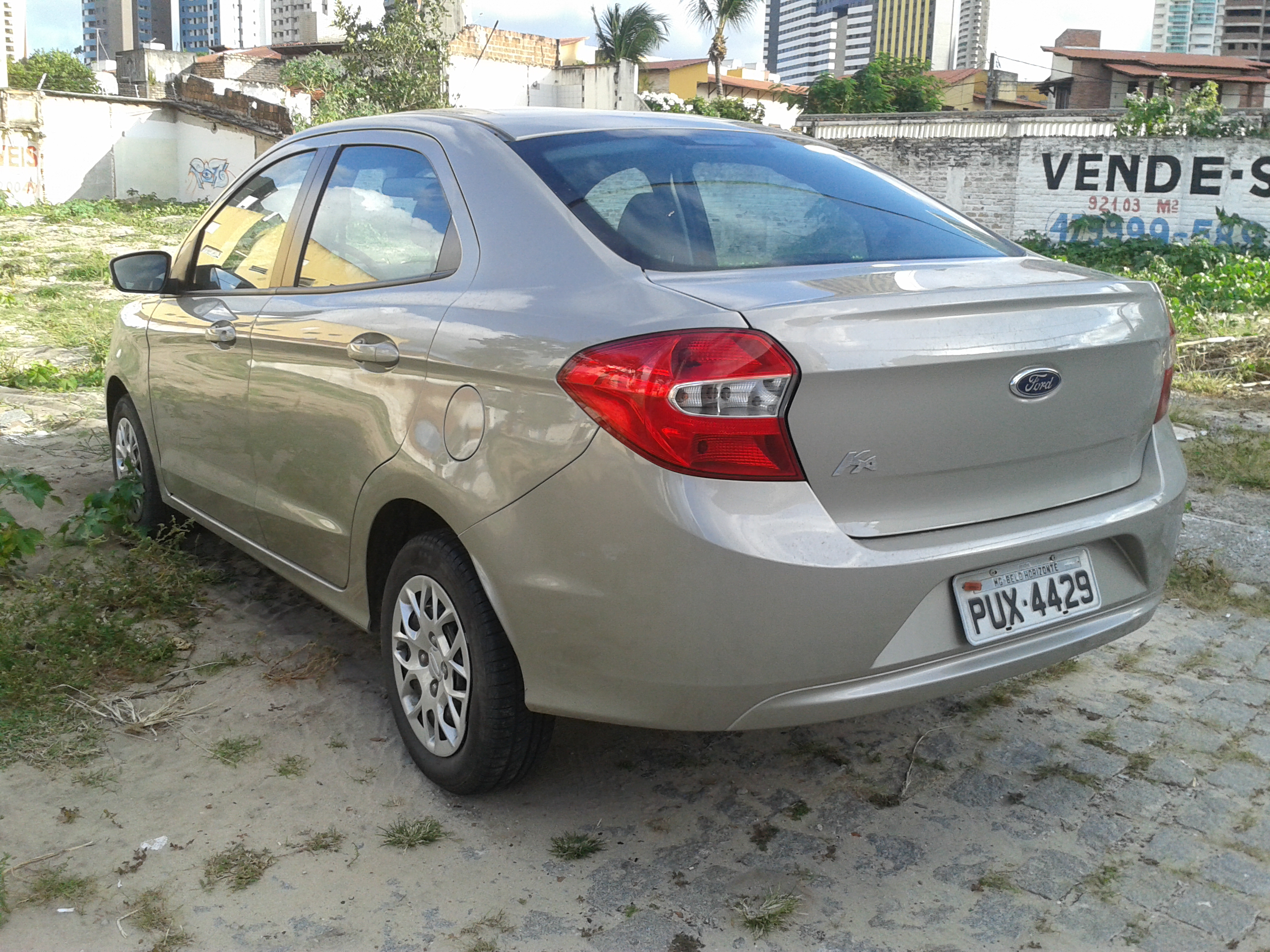
brazylijski Ford Ka Sedan

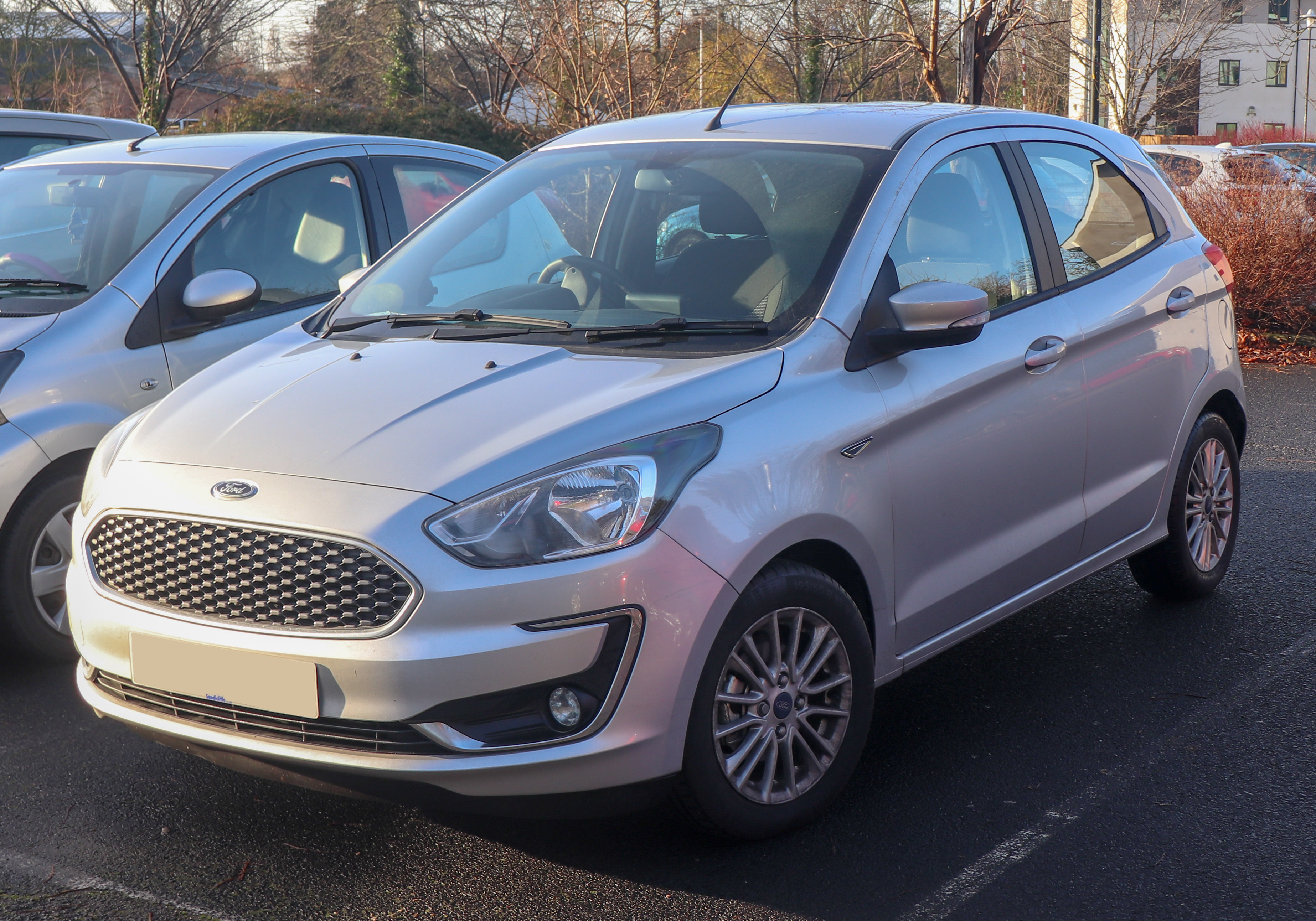
Ford Ka+ po liftingu

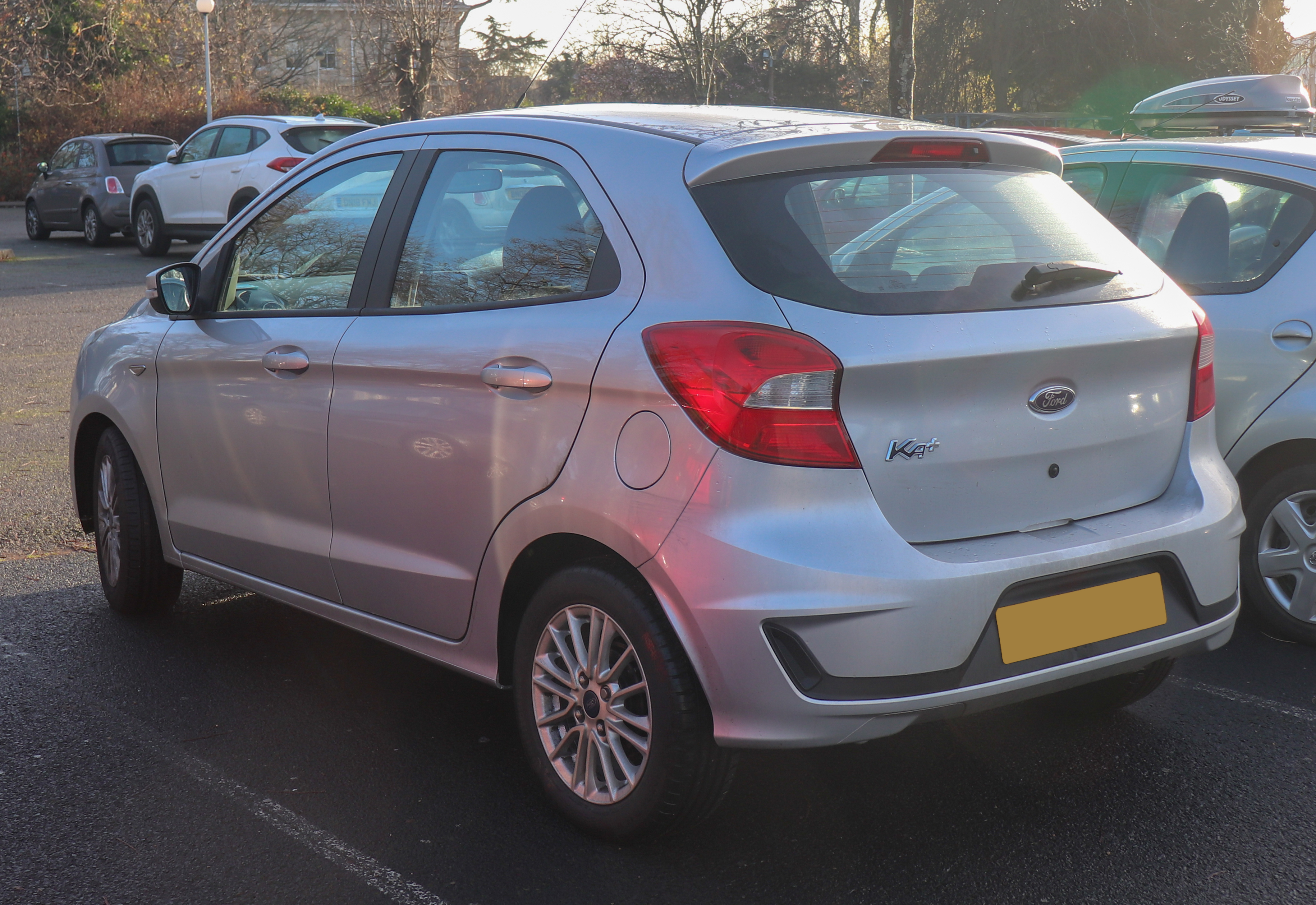
Ford Ka+ - tył po liftingu

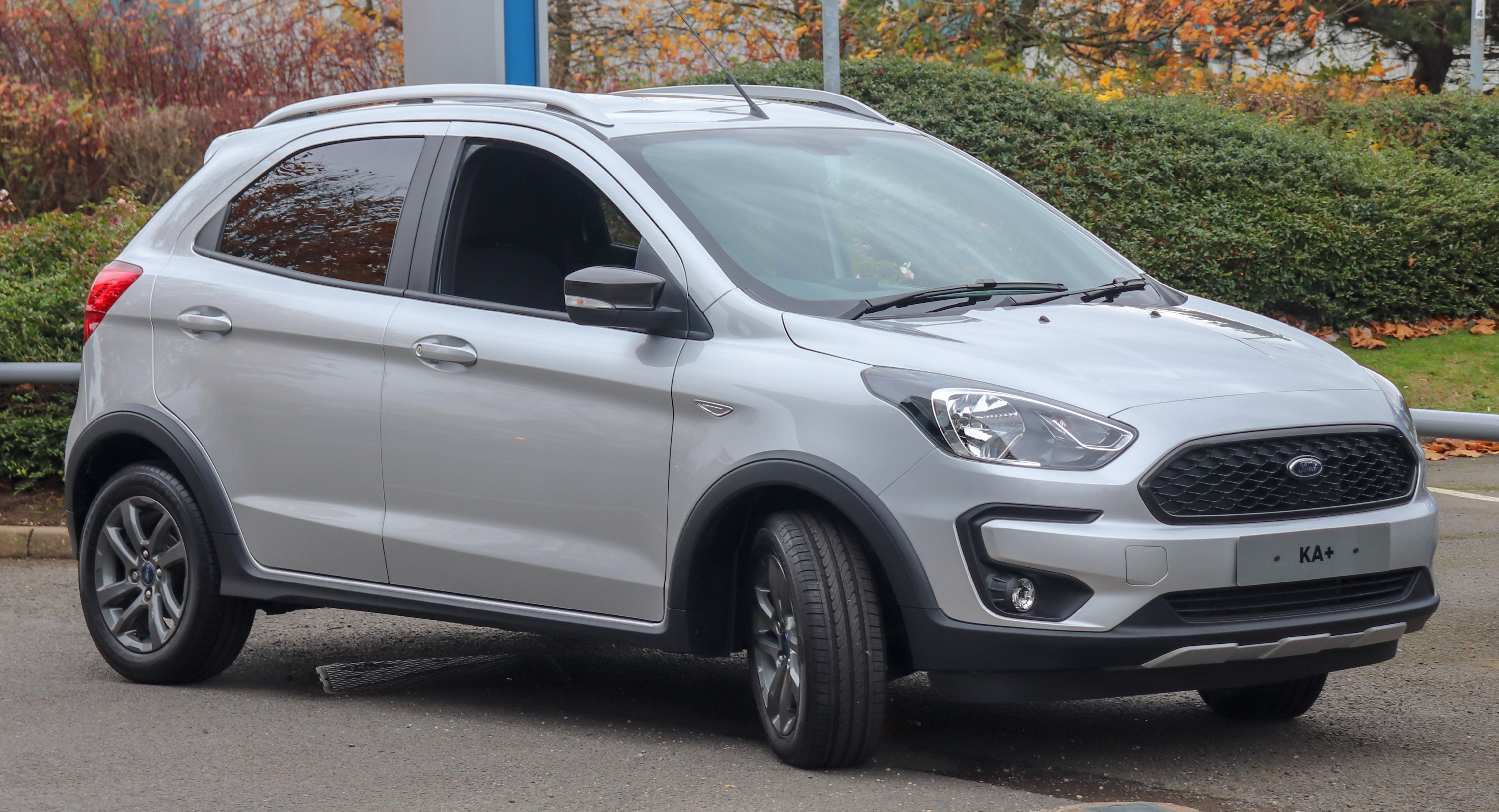
Ford Ka+ Active

Ford Ka III został zaprezentowany po raz pierwszy w 2014 roku. W latach 2016–2019 nosił w Europie nazwę Ka+.
Ka trzeciej generacji, zgodnie ze strategią marki One Ford, powstał jako samochód globalny. Tym razem zrealizowano nową koncepcję - po raz pierwszy Ka nie jest pozycjonowany w segmencie A, lecz w segmencie B. Ponadto, głównym wariantem nadwoziowym nie jest tym razem 3-drzwiowy, lecz 5-drzwiowy hatchback. Po raz pierwszy pojazd zadebiutował na Salonie w São Paulo w 2014 i niewiele później rozpoczęła się jego produkcja z myślą o rynku brazylijskim i argentyńskim. Po raz pierwszy w gamie Ka pojawiła się także przeznaczona wyłącznie na rynek Południowej Ameryki wersja sedan, która z racji awansowania pojazdu do segmentu B zwiększyła konkurencje w licznie reprezentowanym segmencie miejskich sedanów w Ameryce Południowej.
Trzecia generacja Ka powstaje także w indyjskich zakładach marki w Samandzie, skąd trafia do szerokiego grona rynków samochodowych. Ka trzeciej generacji pochodzący ze wspomnianych linii montażowych zarówno w Indiach, jak i w RPA i Meksyku nosi nazwę Ford Figo i jest już drugą generacją pojazdu o takiej nazwie, który wcześniej oferowany był na tych samych rynkach jako zmodernizowana wersja piątej generacji Fiesty z myślą o rynkach rozwijających się.

### Lifting
W roku 2018 Ford wprowadził do sprzedaży w Europie odnowioną wersję modelu. Facelifting objął kształt zderzaków oraz atrapę chłodnicy, poprawiono moment obrotowy silnika benzynowego 1.2l, wyposażonego w opcję start-stop. 
Gamę silnikową uzupełniono o diesel o pojemności 1.5l. Ponadto w ofercie znalazła się również wersja active, która została wyposażona w dodatkowe elementy nadwozia wykonane z tworzywa sztucznego oraz relingi dachowe w standardzie. Samochód zyskał również większy prześwit.

### Sprzedaż
W 2016, dopiero dwa lata po debiucie na rynkach Ameryki Południowej, Azji i Afryki Ford podjął decyzję o wprowadzeniu trzeciej generacji Ka pod nazwą Ford Ka+ na rynki europejskie. Pojazd mimo zbliżonych wymiarów do klasycznego hatchbacka segmentu B w europejskiej gamie marki, Fiesty, pełni rolę tańszej i bardziej budżetowej alternatywy celującej w takie samochody, jak Dacia Sandero. Pojazd oferowany w Europie także pochodzi z indyjskiej fabryki, ale przed wprowadzeniem na rynek europejski przeszedł wiele modyfikacji. Samochód trafił do sprzedaży także w Polsce w ramach koncepcji "samochodu globalnego" Forda.
W kwietniu 2019 Ford ogłosił, że Ka+ zostanie wycofane z europejskiego rynku z końcem 2019 roku z powodu zaostrzających się wówczas norm emisji spalin, które uczynią dalszą produkcję tego miejskiego auta nieopłacalną. Oznacza to, że nazwa "Ka" zniknie trwale z europejskiej oferty Forda po 23 latach rynkowej obecności.
W 2021 roku produkcja Forda Ka zakończyła się także w Brazylii w ramach wdrożenia planu oszczędnościowego likwidującego produkcję samochodów amerykańskiego producenta w tym kraju. W ten sposób, po 25 latach linia modelowa Ka trwale zniknęła z rynku bez następcy, a pojazd pozostaje w sprzedaży i produkcji tylko w Indiach pod nazwą Ford Figo - i to niewiele dłużej, bo trwając jedynie do końca 2021 roku w związku z wycofaniem się Forda także z tego kraju.

### Silniki
- R3 1.0l
- R4 1.2l
- R4 1.5l
- R4 1.5l Diesel